# Храм Покрова Пресвятой Богородицы (Барнаул)
Храм Покрова Пресвятой Богородицы (Покровская церковь) — старообрядческий православный храм в городе Барнауле. Относится к Алтайскому благочинию Новосибирской и всея Сибири епархии Русской православной старообрядческой церкви.
Храм расположен в квадрате на пересечении улиц Георгия Исакова, 2-й Северо-Западной и Покровской в географическом центре города Барнаула (микрорайон Черемушки).
В настоящее время Покровская церковь — действующая, принадлежит местной религиозной организации «Покровская старообрядческая община города Барнаула».

## История
Чин основания храма был совершен в мае 1996 года преосвященным Зосимой, епископом Кишинёвским и всея Молдавии.
Строительство церкви началось фактически в 1998 году, с момента подготовки геологии участка земли и последующей забивкой свай. Во время строительства община продолжала вести богослужения в приспособленном и расширенном для молитвы деревянном доме.
К 2009 году кладка стен храма была завершена, частично перекрыта кровля. В 2011 году были изготовлены и установлены купола на барабаны, которые впоследствии были покрыты медью. Весной 2014 года были освящены и подняты кресты на купола храма. Летом 2015 года начато покрытие наружной поверхности стен белым защитным покрытием. В 2016 и 2017 годах в храме велись внутренние отделочные работы.
24 сентября 2017 года митрополит Московский и всея Руси Корнилий (Титов) возглавил чин великого освящения храма.

## Архитектура

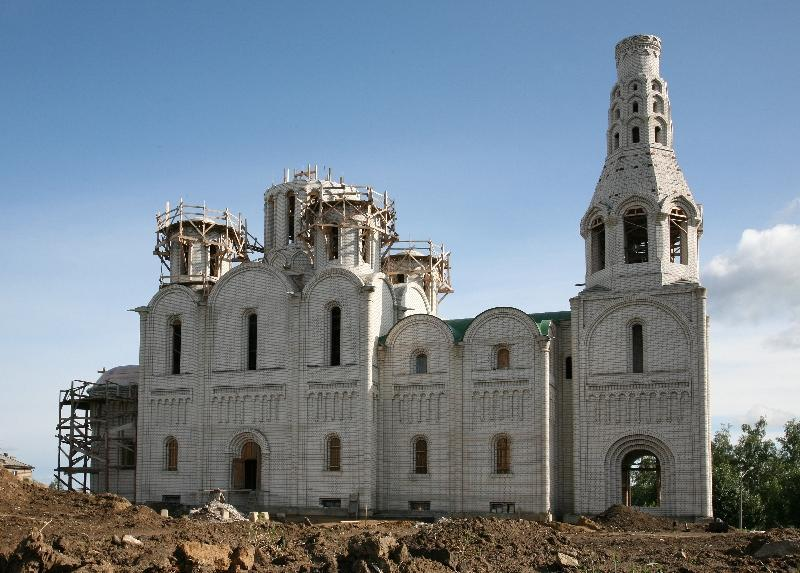
Строительство церкви

Церковь строилась по индивидуальному проекту старообрядческого храмового архитектора Алексея Афанасьевича Синельникова.
Церковное здание состоит из четырёх столпов с пятью куполами. Здание храма имеет притвор, к которому примыкает шатровая колокольня с кокошниками. Стены выполнены из белого камня, использован резной силикатный кирпич.
Стиль архитектуры выдержан в духе древнерусского зодчества домонгольского периода. Архитектура храма выполнена во владимиро-суздальском стиле.